# Comuna Țigănești, Teleorman
Țigănești este o comună în județul Teleorman, Muntenia, România, formată numai din satul de reședință cu același nume.

## Geografie
Comuna se află în partea de sud a României, aproximativ în centrul județului Teleorman, pe malul drept al râului Vedea, la altitudini absolute cuprinse între 37,5 – 40–65 m. Este traversată de Drumul National DN51 și calea ferată CFR Roșiorii de Vede – Zimnicea, ceea ce o face să aibă legături directe și rapide cu vecinătățile și în primul rând cu municipiul Alexandria, reședința de județ, centrul urban cel mai dezvoltat din județul Teleorman. Comuna Țigănești este situată în centrul Câmpiei Burnazului, care este înclinată de la N-NV către S-SV, în zona temperat continentală cu unele excese – veri călduroase cu ploi torențiale, ierni geroase (adâncimea de îngheț este de 0,80–0,90 m), primăveri și toamne prelungite - specific zonei câmpiei sudice, cu temperatura medie +10,9 °C și perioade lungi de secetă în tot timpul anului. Cantitatea medie de precipitații este de 536 l/m². Vânturile predominante sunt : crivățul care bate de la N la N-E și austrul din direcția V.
Geologic, teritoriul comunei face parte din marea unitate structurală cunoscută sub numele de Platforma Moesică, cu formațiuni ce aparțin Mezozoicului și Neozoicului, suportate de un fundament mai vechi, încă neexploatat. La suprafață se găsesc depozite cuaternare, depuse pe depozite pliocene. Solul este constituit din cernoziomuri bogate în humus. Stratificația acestuia este : sol vegetal și strat de umplutură, argilă nisipoasă, strat de pietriș rar și balast.

## Demografie
Componența etnică a comunei Țigănești
     Români (86,07%)
     Romi (2,77%)
     Alte etnii (0%)
     Necunoscută (11,17%)
Componența confesională a comunei Țigănești
     Ortodocși (77,79%)
     Adventiști (7,7%)
     Baptiști (2,47%)
     Alte religii (0,25%)
     Necunoscută (11,79%)
Conform recensământului efectuat în 2021, populația comunei Țigănești se ridică la 4.012 locuitori, în scădere față de recensământul anterior din 2011, când fuseseră înregistrați 4.508 locuitori. Majoritatea locuitorilor sunt români (86,07%), cu o minoritate de romi (2,77%), iar pentru 11,17% nu se cunoaște apartenența etnică. Din punct de vedere confesional, majoritatea locuitorilor sunt ortodocși (77,79%), cu minorități de adventiști (7,7%) și baptiști (2,47%), iar pentru 11,79% nu se cunoaște apartenența confesională.

## Istorie
La sfârșitul secolului al XIX-lea, comuna făcea parte din plasa Marginea a județului Teleorman și era alcătuită din satele Calomfirești și Țigănești, având o populație de 2645 de locuitori. În comună funcționa o școală mixtă și o biserică.
Anuarul Socec din 1925 consemnează comuna în plasa Alexandria a aceluiași județ, având o populație de 4984 de locuitori. În 1931, satul Calomfirești se desprinde de comuna Țigănești și formează o comună de sine-stătătoare alcătuită doar din satul de reședință cu același nume, comună care este transferată, în anul 1968, comunei Poroschia. De atunci și până în prezent, comuna Țigănești este de sine-stătătoare.
În anul 1950, comunele au trecut în administrația raionului Alexandria al regiunii Teleorman, raion care, doi ani mai târziu, a fost inclus în regiunea București. În anul 1968, comuna a fost transferată la județul Teleorman, păstrându-și structura.

## Politică și administrație
Comuna Țigănești este administrată de un primar și un consiliu local compus din 13 consilieri. Primarul, Florian Gelu Pisică[*], de la Partidul Social Democrat, este în funcție din 2004. Începând cu alegerile locale din 2024, consiliul local are următoarea componență pe partide politice:
|  | Partid                          | Consilieri | Componența Consiliului | Componența Consiliului | Componența Consiliului | Componența Consiliului | Componența Consiliului | Componența Consiliului | Componența Consiliului | Componența Consiliului | Componența Consiliului | Componența Consiliului | Componența Consiliului |
|  | ------------------------------- | ---------- | ---------------------- | ---------------------- | ---------------------- | ---------------------- | ---------------------- | ---------------------- | ---------------------- | ---------------------- | ---------------------- | ---------------------- | ---------------------- |
|  | Partidul Social Democrat        | 11         |                        |                        |                        |                        |                        |                        |                        |                        |                        |                        |                        |
|  | Partidul Național Liberal       | 1          |                        |                        |                        |                        |                        |                        |                        |                        |                        |                        |                        |
|  | Alianța pentru Unirea Românilor | 1          |                        |                        |                        |                        |                        |                        |                        |                        |                        |                        |                        |

## Vegetație
Teritoriul comunei este caracterizat printr-o vegetație zonală (stepă și silvostepă) puternic modificată. Pe lângă specii de salcie, plop, arini se întâlnesc foioasele și pajiști stepice cu graminee. Zona este tipică practicării agriculturii, cu preponderență cerealele și creșterea animalelor.

## Turism
Activitatea turistică este redusă, fiind practicat doar turismul de tranzit. Totuși iazurile și lacurile amenajate din zonă oferă posibilități de pescuit sportiv. Fondul forestier, format din specii de foioase, a favorizat dezvoltarea unui bogat fond cinegetic cu specii caracteristice zonei cum ar fi căpriorul, iepurele, vulpea, mistrețul, prepelița sau fazanul, ceea ce oferă posibilitatea de a vâna.

## Învățământ
Ca instituții de învățământ în comuna Țigănești sunt două grădinițe și două școli generale: Școala cu clasele I-IV, Nicula și Ecaterina Capră și Școala cu clasele I-VIII, I. Gh. Duca , unde copiii din comună urmează cursurile primare și gimnaziale.
Locuitorii comunei Țigănești sunt originali prin simplitatea lor și prin modul de a lucra pământul. Nu se cunosc personalități istorice, literare sau culturale ale localității, dar o familie deosebită, familia Capră, este considerată ctitor al comunei, având în vedere că membrii acestei familii au ridicat cele două biserici ortodoxe Sfântul Nicolae și Cuvioasa Paraschive la începutul secolului al XX-lea, cele doua școli Nicula și Ecaterina Capră și I. Gh. Duca, frumoasa clădire de piatră în care funcționează Dispensarul Uman. Sediul Primăriei comunei Țigănești, renovat în totalitate în primăvara anului 2007, este tot o donație a familiei Capră.